# Franciscus Sonneville
Franciscus Sonneville, plaatselijk gekend als Paster Sies (Destelbergen 18 juli 1870 - Watervliet 5 december 1946), was een Oost-Vlaamse pastoor uit het dorpje Watervliet.
Sonneville werd in 1918 aangesteld als pastoor van Watervliet. Maar al snel werd pastoor in de volksmond 'paster' en Franciscus werd 'Sies'.
Paster Sies stond bekend als een fervent jager, en zelfs stroper. Hij hield ook van snuiftabak, het was daarom dat zijn soutane meestal besmeurd was met tabaksvegen. Verder was Sies ook nog eens een stevige drinker. Ondanks zijn ruige levensstijl was hij bijzonder geliefd en gerespecteerd.
Bekend werd Paster Sies tijdens de Tweede Wereldoorlog. Hij veroordeelde de Duitse bezetters omdat zij de klokken uit de kerktoren van Watervliet haalden om er wapens van te smeden, met de woorden: 'Die mee klokk'n schiet, en wint den oorlog niet!' Toen een Nederlandse pianist het waagde om in een vol café in Watervliet de Brabançonne, het Belgisch volkslied, te spelen, was Paster Sies de eerste om hem aan te moedigen.
Franciscus Sonneville stierf in 1946 en werd begraven in Watervliet.
Vandaag is het mogelijk om in Watervliet een 'Paster Sies' wandeling met gids te volgen. Centraal in de wandeling staat de kerk van Paster Sies, die omwille van haar rijke interieur de Kathedraal van het Noorden genoemd wordt.